# هونغوو
الإمبراطور هونغوو (21 أكتوبر 1328 م -24 يونيو 1398 م )، أو كما كان يعرف بتشو يوان تشانغ كان المؤسس وأول امبراطور لأسرة مينغ الصينية( 1368 م - 1398 م ). وتعني كلمة هونغوو بالصينية بالقوة العسكرية الضخمة.
كان هونغوو اللقب الذي اتخذه الحاكم الإداري الصيني الكبير تشو يوتنغ - تشانغ عندما أستولى سنة 1367 م على السلطة في المنطقة الواقعة شمالي نهر يانغتسي، وتدعى وو، وأعلن نفسه أمبراطوراً . وكان مؤسس سلالة مينغ الشهيرة . وقد صُنع في عهده أفخر أنواع الخزف الصيني الذي عرفه العالم . وقد بنى هونغوو مدينة نانجينغ وجعلها عاصمته.
بحلول القرن ال14، تمكن تشو بالسيطرة على أغلب الصين، وطرد أسرة يوان، وطرد المغول إلى منغوليا. ومع انتهاء المعركة بسيطرتة على خان بالق، بكين قديماً، إنشاء محمية الجنة، وأسس أسرة مينغ، عام 1368.

أمر هونغوو ببناء العديد من المساجد في مقاطعات نانجينغ ويونان وغوانغدونغ وفوجيان، وله نقوش تشيد بنبي الإسلام محمد في المساجد. أعاد بناء مسجد جنجوي (بالمعنى الحرفي: مسجد التنوير النقي) في نانجينغ، وانتقلت أعداد كبيرة من شعب هوي إلى المدينة أثناء حكمه.
تزعم المصادر الصينية أن هونغ وو كان له علاقات وثيقة مع المسلمين وكان له حوالي عشرة جنرالات مسلمين في جيشه،, بما في ذلك لان يو ودينغ ديكسينج ومو يينغ (ابن هونغوو بالتبني) وفنغ شينغ (ابنته تزوجت ابن الإمبراطور) وهو داهاي، وأن «جلالة الملك أمر ببناء المساجد في شيجينغ ونانجينغ [العواصم]، وفي جنوب يوننان وفوجيان وقوانغدونغ». كما كتب شخصيا 100 كلمة مدح (بايزيزان) عن الإسلام والله والنبي محمد.

## النشأة
ولد تشو لعائلة شديدة الفقر تعمل بالزراعة بالأجرة في قرية تشونغ لي على سهول نهر هواي، والتي هي اليوم مقاطعة فينغ يانغ، إقليم آنهوي. كان والده يدعى تشو تشي تشن (اسمه الأصلي تشو ووسي) وأمه تشن ارنيانغ. كان لدية سبعة أشقاء أكبر منه، وهبَ والده بعضًا منهم لعدم توافر ما يكفي من المؤن بما يكفي العائلة. عندما كان عمرة 16 عامًا، أتلف جفافٌ شديد المحصول الذي كانت تعمل عائلته عليه. أودت المجاعة بعائلتة كاملةً، ما عدا واحد من أشقّائه. دفنهم بعدها عبر لفّهم بملابس بيضاء.
عاش جدّه من طرف أمّه ليبلغ عامة الـ99 وخدم عام 1279 في الجيش الجنوبي للجيش والبحرية الذي قاتل ضد الغزو المغولي وأخبر حفيده تشو يوان تشانغ عن ذلك.
من كثرة فقره، قبِل تشو اقتراحًا بالالتزام بتعهد شقيقه ليصبح راهبًا مبتدئًا في معبد هوانغجو، وهو دير بوذي محلي. لم يستمر طويًا في منصبه، إذ نفذت أموال الدير واضطر للرحيل.
للسنوات القليلة المقبلة، عاش تشو حياته كمتسول واختبر بنفسه ورأى المصاعب التي يعانيها عامّة الشعب.
عاد إلى الدير وبقي هناك حتى أصبح في الرابعة والعشرين من عمره. تعلّم القراءة والكتابة خلال الوقت الذي قضاه برفقة الرهبان البوذيين.

## حكمه
تحت حكم هوانغوو، استُبدِل الموظفون الحكوميون المغول والأجانب، الذين فرضوا سيطرتهم على الحكومة خلال فترة حكم سلالة يوان برفقة مسؤولين صينيين شماليين، بمسؤولين صينيين من شعب الهان. أعاد الإمبراطور فرض الخدمة المدنية الكنفوشية لنظام الاختبار الإمبراطوري، والذي كان على إثره يُخْتَار أغلب مسؤولي الدولة بناءً على معرفتهم الأدبية والفلسفية. اتّبع منهج امتحان مينغ الذي وضعه يوان عام 1313: تركيزًا على الكتب الأربعة للنصوص الصينية الكلاسيكية الخمسة، وشروحات تشو شي. أُعيد الباحثون الكونفوشيون الرسميون، الذين تهمّشوا سابقًا خلال فترة حكم سلالة يوان، إلى مناصبهم في الحكومة.
أصبحت المقوّمات «البربرية» (أي المتعلقة بالمغول)، بما فيها الأسماء والملابس، غير قانونية. لم يكن هناك تعريف واضح لما هو «بربري»، ومُنعت الملابس والأسماء بشكل مفرد تحت مشيئة الإمبراطور. شُنّت هجماتٌ على القصور والمباني الإدارية التي شغلها الحاكمون من سلالة يوان. لكن العديد من مؤسسات حكومة تايزو شُيّد على غرار مؤسسات سلالة يوان، إذ كانت مدارس التعليم الابتدائي المحلية في كل قرية مثالًا على ذلك.
اشتمل النظام القضائي لسلالة مينغ تحت حكم الإمبراطور هانغوو على أساليب إعدامٍ جديدة تضمنت الإعدام بالسلخ والتقطيع البطيء. نفّذ أحد جنرالاته، تشانج يو تشون، مجازر في كل من مقاطعتي خونان وشاندونغ للثأر ضد الناس الذين قاوموا جيشه. بمرور الوقت، زاد خوف هونغوو من التمرد والانقلابات، حتى أنه ذهب بعيدًا ليأمر بإعدام مستشاريه الذين تجرأوا على انتقاده. طُوردت حركتا الماوية وزهرة اللوتس البيضاء اللتان لعبتا أدوارًا مهمة في الثورات ضد سلالة يوان. يقال أنه أمر بإعدام الآلاف من مواطني مدينة نانجينغ بعد سماعة شخصًا منهم يتحدث عنه بلا احترام.
في قضية «هو يويونج» وحدها، أُعدم عشرات الآلاف من المسؤولين وعائلاتهم بتهم التحرض والخيانة والتخريب وغيرها.
بحسبَ حكايةٍ دوّنها كُتّاب سلالة مينغ، عام 1380، بعد الكثير من القتل، ضربت صاعقةُ برقٍ قصره فتوقف عن المجازر لبعض الوقت خوفًا من عقاب القوى الإلهية له. في تسعينيات القرن الرابع عشر، أُعدم عشرات الآلاف من الناس لارتباطهم بمؤامرة تمرد مزعومة قادها الجنرال لان يو.